# Exoprosopa affinissima
Exoprosopa affinissima är en tvåvingeart som beskrevs av Senior-white 1924. Exoprosopa affinissima ingår i släktet Exoprosopa och familjen svävflugor. Inga underarter finns listade i Catalogue of Life.